# 2412 Wil
2412 Wil је астероид главног астероидног појаса са средњом удаљеношћу од Сунца која износи 2,678 астрономских јединица (АЈ).
Апсолутна магнитуда астероида је 12,0.